# Dismidila
Dismidila là một chi bướm đêm thuộc họ Crambidae.